# Dortebach
Der Dortebach ist ein linker Zufluss der Mosel auf dem Gebiet der Ortsgemeinde Klotten im Landkreis Cochem-Zell in Rheinland-Pfalz.
Der Bach hat seine Quelle nördlich des Kernortes Klotten und westlich von Kavelocherhof. Von dort fließt er in südöstlicher Richtung und durchquert das 35 ha große Naturschutzgebiet Dortebachtal. Nach der Unterquerung der Bahnlinie Moselstrecke und der B 49 mündet er in die Mosel. 